# Universidad Pontificia Bolivariana
La Universidad Pontificia Bolivariana (UPB) es una universidad privada y católica colombiana. Su oferta académica abarca la educación básica desde el nivel preescolar, hasta doctorados en el nivel universitario, contando con 75 pregrados, 109 especializaciones, 62 maestrías y 10 doctorados. Su población estudiantil asciende a 25 823 alumnos. Desde 2018, la UPB cuenta con Acreditación de Alta Calidad Multicampus, otorgada por el Ministerio de Educación Nacional por un período de 6 años.
La institución fue fundada por la Arquidiócesis de Medellín en 1936, siendo la primera Universidad Bolivariana de América Latina. Además de su sede principal en Medellín, cuenta con seccionales en Bucaramanga, Montería, Palmira, Bogotá y un colegio en Marinilla.  Posee también una Clínica Universitaria (Medellín), un sello editorial y sus emisoras culturales (Radio Bolivariana A.M. y F.M.).
Su sede principal (Campus Laureles), con una extensión de 237 807 m², fue certificada en 2019 como "Carbono Neutro" por ICONTEC, y en 2020, el ranking de impacto de Times Higher Education (THE), posicionó a la institución  en el top 10 a nivel mundial por sus contribuciones al Objetivo de Desarrollo Sostenible Acción por el Clima.

## Historia

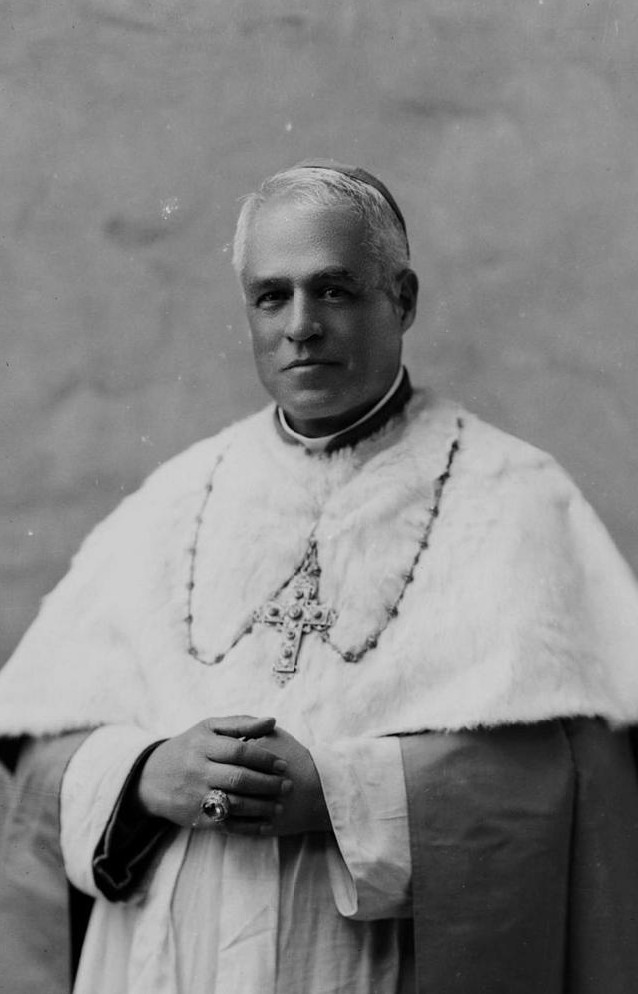
Mons. Tiberio de J. Salazar y Herrera, Fundador de la UPB.

### SigloXX
A comienzos del siglo XX los principales claustros educativos de Antioquia eran la Escuela de Minas de la Universidad Nacional y la Universidad de Antioquia; instituciones de carácter público que conformaban la oferta universitaria de la región. Al iniciar la guerra civil española, surgieron en el seno de la U. de A. movimientos simpatizantes del comunismo que apoyaban el Bando Republicano en dicha guerra. En ese contexto, algunos intelectuales conservadores antioqueños, encabezados por el profesor Alfredo Cock Arango, e inconformes con la propagación de las ideas comunistas,  propusieron al entonces arzobispo de Medellín, Tiberio de J. Salazar y Herrera, la creación de un centro académico de confesión Católica que preservara los valores tradicionales de la sociedad de ese momento. La idea fue acogida favorablemente por Mons. Salazar y Herrera, y el 15 de septiembre de 1936 fue expedido el decreto de fundación de la Institución, que fue llamada Universidad Católica Bolivariana, con el propósito de cimentar sobre el pensamiento del Libertador Simón Bolívar, y la Doctrina Católica, los ejes de la enseñanza en la institución. Sus labores iniciaron en el Pasaje Bolívar en el centro de Medellín con la Facultad de Derecho, y como primer rector fue nombrado Mons. Manuel José Sierra Ríos.
El 31 de julio de 1937, la Universidad adquirió en el sector de Otrabanda (Franja oriental del Río Medellín), 460 000  m² de la Hacienda Palestina, con el propósito de construir allí la Ciudadela Universitaria. Ese mismo año, el Gobierno Nacional reconoció la personería jurídica de la institución e inició labores el colegio de la Universidad. En 1938, se creó la Facultad de Química Industrial, pionera en este campo en el país, siendo también la primera en establecerse en los terrenos para la Ciudad Universitaria.
En 1940 iniciaron los trabajos de construcción del campus universitario, y se emprendió el primer proyecto de descentralización de la universidad fundando el Liceo Católico Bolivariano en Sonsón, que funcionó por espacio de un año. En 1941, tras el fallecimiento del primer rector, fue nombrado en el cargo Mons. Félix Henao Botero. En 1943, surgió la Facultad de Arquitectura y Urbanismo, constituyéndose en la primera de este tipo de carácter privado y la segunda en el país.
En 1945, durante el papado de Pío XII, la Universidad recibió el título Pontificio, cambiando su nombre a la denominación actual; y 3 años después, en 1948, inició transmisiones la emisora Radio Bolivariana.
En 1964, la Universidad adquirió terrenos en el barrio Robledo, contiguos al Hospital Pablo Tobón Uribe, en los que estableció la Escuela de Ciencias de la Salud y la Clínica Universitaria Bolivariana. En 1974, tras el retiro y posterior fallecimiento de Mons. Félix Henao Botero, fue nombrado al frente de la institución Mons. Luis Alfonso Londoño Bernal.
En 1975 la Universidad inauguró una sede de su colegio en Marinilla; en 1978 comenzaron los programas de etno educación y en 1980 fue asumida la rectoría por Mons. Eugenio Restrepo Uribe.
En 1986, en el marco de su visita apostólica a Colombia, el Papa Juan Pablo II visitó las instalaciones de la Universidad, constituyéndose en la primera visita pontificia a la institución. Dos años después, en 1988, inició el traslado de las facultades y dependencias de la universidad existentes en La Candelaria hacia el Campus Laureles, con el propósito de consolidar en ese lugar la mayor parte de la oferta universitaria.
En 1991 se dio apertura a la Seccional Bucaramanga, con el programa de Ingeniería Electrónica, y en 1994, la Universidad adquirió los terrenos para construir un campus en dicha ciudad. Al año siguiente, en 1995, se formalizó la creación de la seccional Montería, y en Medellín, fue inaugurado el edificio de la Biblioteca Central.
En 1997, con el auspicio de Mons. Mario Escobar Serna, se creó en el Valle del Cauca la seccional Palmira de la Universidad, que inició labores con los programas de Psicología y Publicidad en 2002. Un año después inició transmisiones la emisora universitaria en la seccional de Montería.

### SigloXXI
En 2006, la Universidad recibió por parte del Ministerio de Educación Nacional la acreditación en Alta Calidad, mediante resolución N° 3596 (renovada en 2010, y en 2018 como Acreditación Multicampus), y se puso en servicio el Polideportivo Mons. Eugenio Restrepo Uribe, del Campus Laureles. Seis años después, en 2012 se inauguró en la misma sede el edificio de Posgrados, seguido de otras obras realizadas en 2013, como el edificio de parqueaderos y nuevos espacios deportivos.
En 2016, con diferentes actividades y celebraciones, se conmemoraron los 80 años de existencia de la institución. En 2019 fue puesto en servicio el Complejo de Ingenierías, el Edificio de Laboratorios y el Forum Mons. Tulio Botero Salazar.

## Símbolos

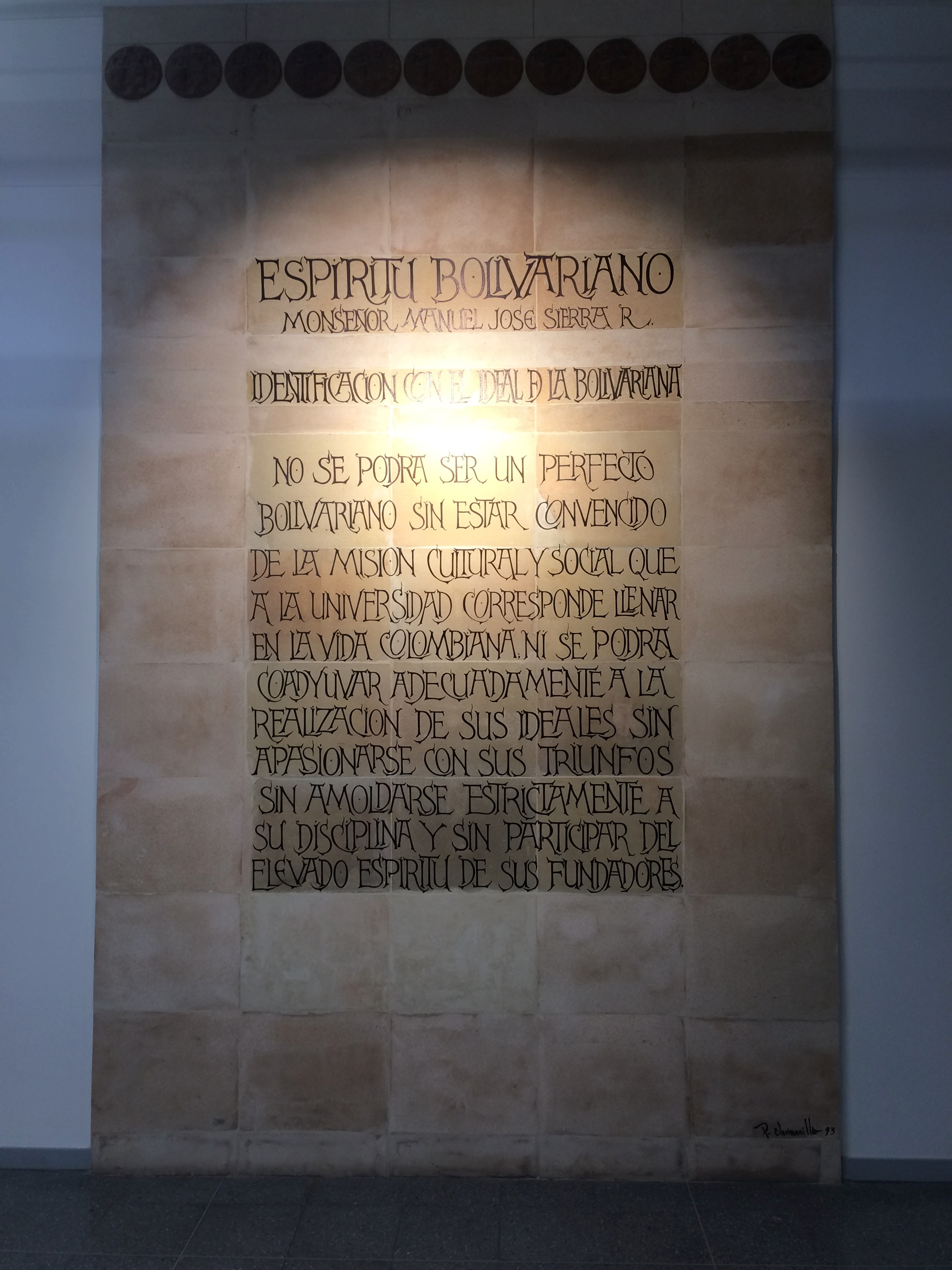
El Espíritu bolivariano, escrito por el primer rector de la U.P.B., es un compendio de las virtudes a las que debe aspirar el alumno bolivariano.

La identidad Universitaria está compuesta por el escudo, la bandera, el himno, y el "Espíritu bolivariano" que exaltan su línea de pensamiento y sus aspiraciones institucionales. Con el propósito de promover en la comunidad académica el buen uso de la imagen institucional, la UPB cuenta con un manual de imagen corporativa que describe detalladamente el correcto uso del logotipo, el escudo y demás símbolos gráficos de la institución.

### Escudo
Fue diseñado por Enrique Cerezo. Se compone de dos cruces, la primera de gules (rojo), es la Cruz de los Caballeros de Portugal, y sobre ella, más pequeña, de gualda (oro) la Cruz griega. Sobre ambas, un campo de forma española de sable (negro), remarcado de gualda. 
En el centro del campo, en la parte superior, están el Alfa y el Omega, símbolos de Dios como principio y fin de todo. En el medio una llama, símbolo cristiano de la ciencia; y en la parte inferior, las iniciales de la Universidad.

### Bandera
Se compone de 2 franjas en una proporción 2:3. En la parte superior el rojo, símbolo de caridad y valor, y en la inferior el negro, que representa ciencia y modestia.
Estos colores tienen igual simbología para el escudo, que aparece también en el centro de la bandera.

### Himno
Letra de Baltasar Uribe Isaza y música de Jorge Lalinde
| Coro: Por mirar nuestro paso de triunfo Montan guardia la tierra y el sol. Se constelan los viejos laureles en retoños de coronación. Capitanes de nuevas conquistas nos vincula un eterno fervor, con la vista en idéntica estrella y en los labios el mismo clamor. I Nuestra ruta demarcan de oro dos fanales de gran brillantez: el que lleva en su casco Bolívar y el lucero de Cristo en Belén. Nuestra marcha señalan dos brújulas siempre puestas en norte de luz: Una lleva de aguja una espada y es imán de la otra una cruz. | III Escalando las cumbres sagradas nuestros brazos en fuente de amor unirán con los Andes el Gólgota, Chimborazo y el Monte Tabor. Agua mana el costado de Cristo desde el día de la Redención. IV Colmaremos la sed de la tierra repartiendo su linfa de amor. Encendida la lámpara patria desde el alba de la libertad, nuestra sangre pondremos de aceite, porque nunca se puede apagar. |

## Estructura administrativa

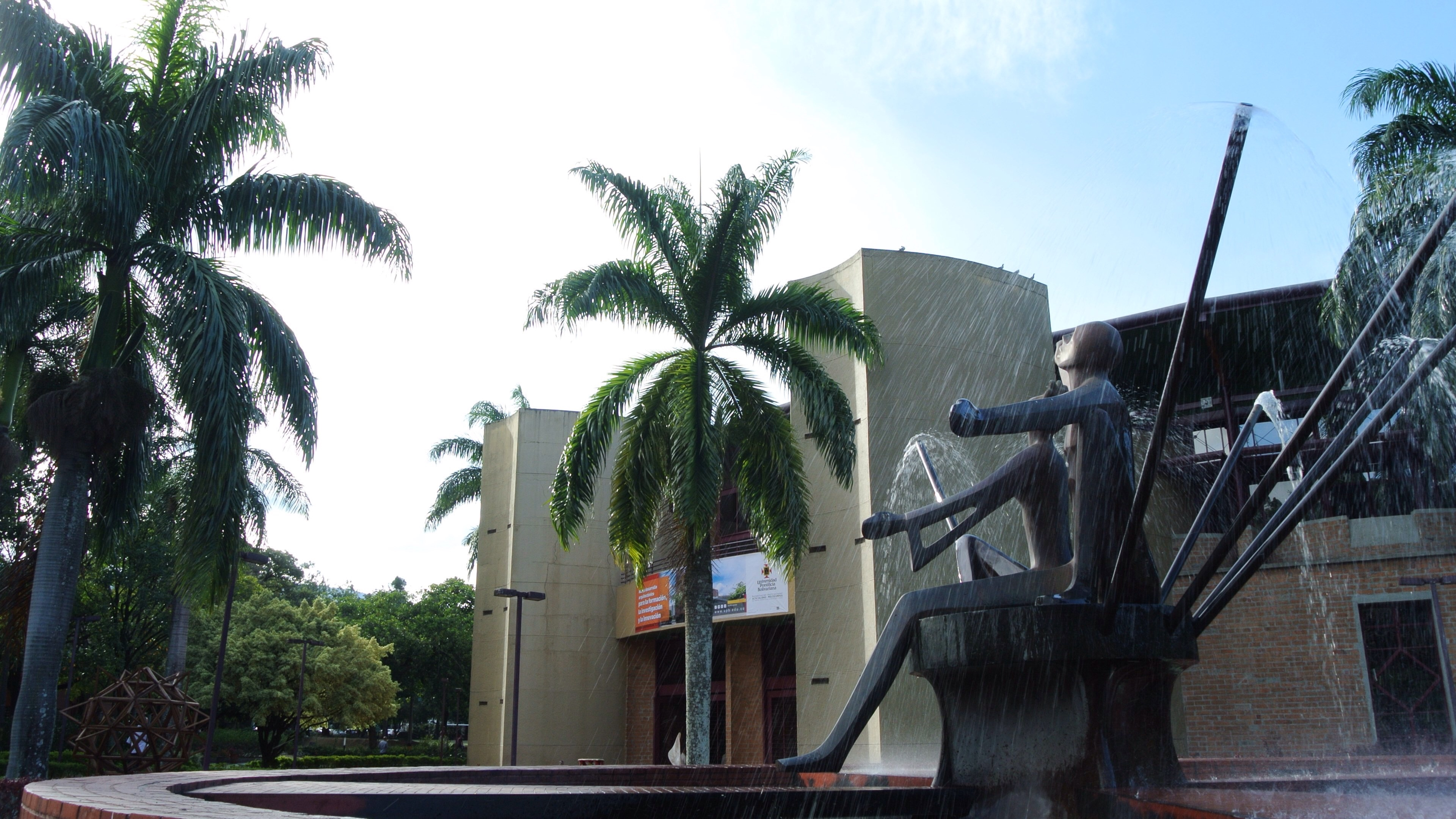
Bloque 3 Rectoral "Mons. Tiberio de J. Salazar y Herrera".

### Consejo Directivo General
Es la máxima autoridad colegiada de la Universidad y entre sus principales funciones está legislar sobre las políticas generales de la universidad, conformar la terna para la elección del Rector General y nombrar al Rector de cada seccional. Está integrado por el Rector General, tres decanos, el Decano-Rector del Colegio y representantes de docentes, estudiantes, egresados y del sector empresarial.

### Rector General
Es la máxima autoridad ejecutiva de la universidad y presidente del Consejo Directivo General.  Es nombrado por el Gran Canciller, el Arzobispo de Medellín, en la actualidad Mons. Ricardo Tobón Restrepo, entre la terna presentada por el Consejo Directivo General. 
Su principal función es la de orientar e impulsar el desarrollo de la universidad en todos sus campos así como preservar los principios católicos de la universidad en concordancia con la filosofía del humanismo cristiano.  El período de la Rectoría General es de 3 años con la posibilidad de ser reelecto por un máximo de 2 trienios.

### Vicerrector General
Es la persona con la autoridad inmediata delegada del Rector General, para la dirección de toda la universidad y sus seccionales, es nombrado directamente por el Rector General en común acuerdo con el Gran Canciller, el Arzobispo de Medellín. Actualmente el Vicerrector General de la UPB es Luis Eduardo Gómez Álvarez. 
Sus funciones son, entre otras, acompañar al Rector General en todo lo relacionado con la marcha de la institución, reemplazar al Rector General en sus ausencias temporales y, en caso de ausencia definitiva, mientras se elige un Rector General en propiedad; coordinar el trabajo de las seccionales, promover los procesos de desarrollo institucional y promover las relaciones interinstitucionales de la universidad.

## Estructura académica

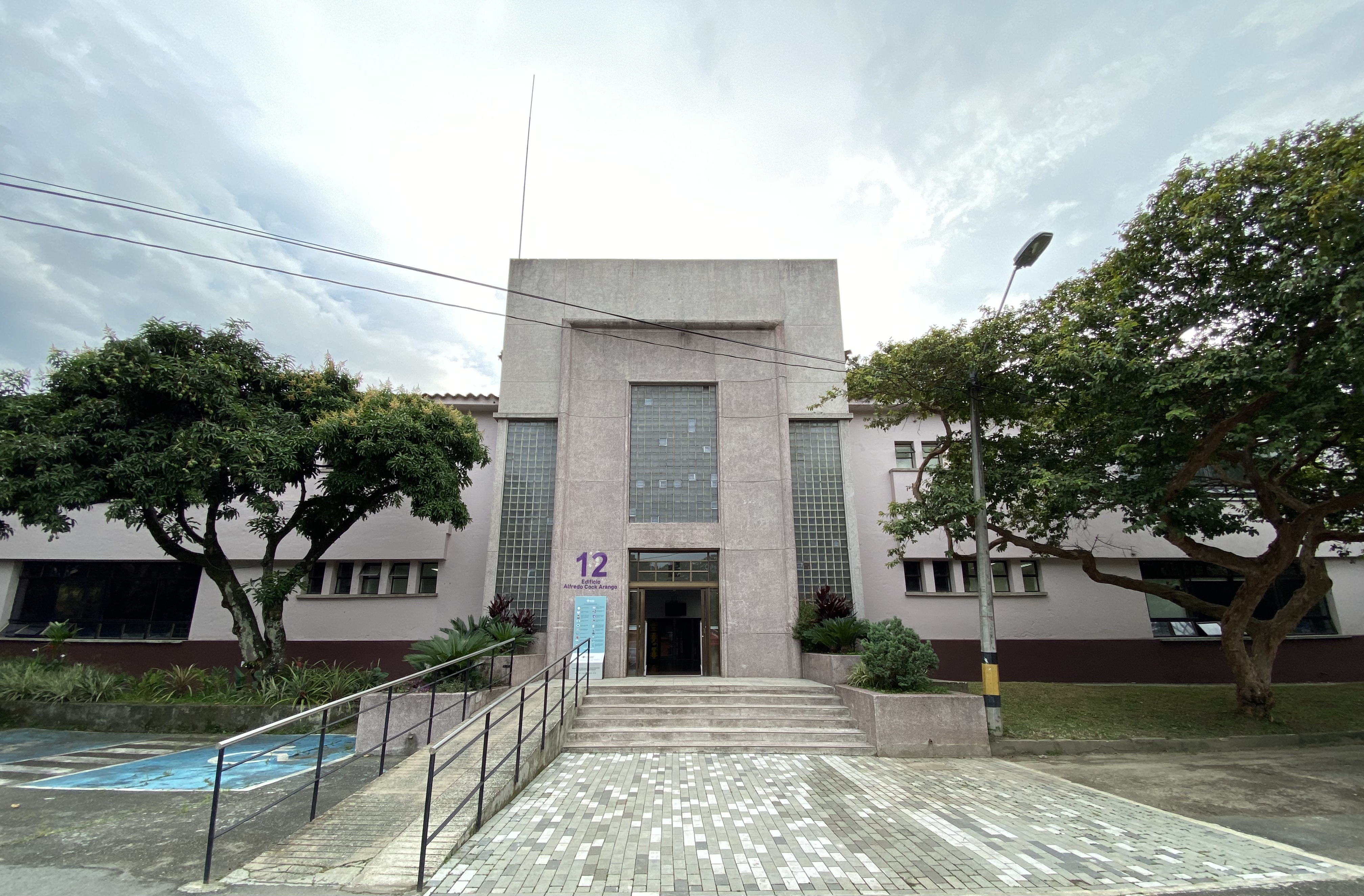
La Escuela de Derecho y Ciencias Políticas, fundada en 1936, es la más antigua de la Universidad.

La operación académica se organiza a partir de las unidades de apoyo administrativo y las unidades académicas. Estas últimas se dividen de la siguiente manera:
- Escuela: comprende y articula una o varias Facultades o Programas académicos referidos a una misma área de conocimiento.
- Facultad: ofrece uno o varios currículos académicos de formación profesional.
- Programa: propuesta académica que ofrece formación básica, profesional, avanzada o complementaria.
- Instituto: impulsan el desarrollo científico en un campo del conocimiento mediante la investigación, la extensión académica y los servicios.
- Centro: genera servicios académicos dentro y fuera de la Universidad.[16]

Está conformada por 8 escuelas (sede central), 19 centros, fundaciones e institutos (Medellín) y en sus seccionales cuenta con 13 centros, fundaciones e institutos en conjunto. Ofrece 42 programas de pregrado, y en posgrados se ofrecen 11 doctorados, 97 especializaciones y 48 maestrías, para un total de 156 posgrados.
| Medellín (sede central) | Bucaramanga | Montería | Palmira |
| --- | --- | --- | --- |
| - Escuela de Arquitectura y Diseño. - Escuela de Ciencias Sociales. - Escuela de Ciencias de la Salud. - Escuela de Derecho y Ciencias Políticas. - Escuela de Economía, Administración y Negocios. - Escuela de Educación. - Escuela de Ingenierías. - Escuela de Teología, Filosofía y Humanidades | - Escuela de Ciencias Sociales - Escuela de Economía, Administración y Negocios - Escuela de Derecho y Ciencias Políticas - Escuela de Ingenierías | - Escuela de Ciencias Sociales y Humanas - Escuela de Ingenierías y Arquitectura - Escuela de Economía, Administración y Negocios - Escuela de Derecho | - Escuela de Ciencias Sociales - Escuela de Economía, Administración y Negocios - Escuela de Derecho y Ciencias Políticas - Escuela de Ingenierías |

## Campus y seccionales

### Campus Laureles
Está ubicado en el Barrio Laureles en la franja occidental de Medellín. Su diseño semicircular constituye el eje del urbanismo de la mayor parte del sector circundante, estructurado por avenidas circulares y avenidas transversales. Por el perímetro del campus pasan tres importantes vías de Medellín, la Avenida Bolivariana, la Avenida Nutibara, y la Carrera 70. Esta última culmina en el Templo Universitario. 
En el campus se encuentra ubicado el Bloque Rectoral, sede de la administración general de la Universidad y la Biblioteca Central de la Institución. Entre otros edificios significativos También cuenta con Polideportivo, Aula Magna, Centro de Televisión, Edificio de Laboratorios y el complejo de ingeniería. 
En Laureles se ofertan la educación escolar, todos los programas de pregrado con excepción de Medicina, todos los programas de posgrado y algunos cursos de extensión. 
En los sectores aledaños del Campus, se encuentran algunas otras dependencias como el Centro de Familia y el Consultorio Jurídico.
Esta sede cuenta con 13 813 estudiantes de pregrado y 2 595 de posgrado; y se ofertan 46 pregrados, 78 especializaciones, 58 maestrías y 10 doctorados.

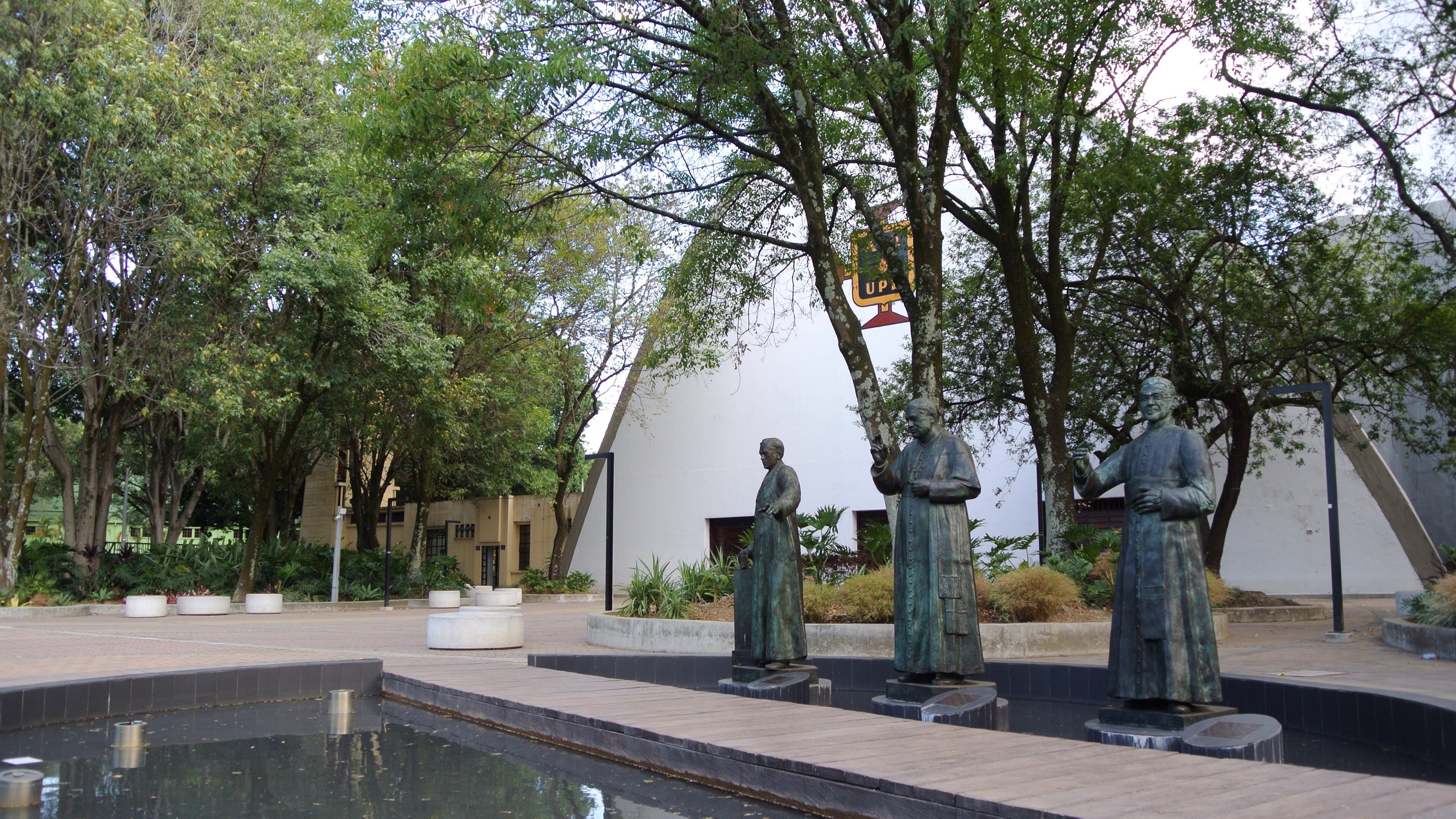
Plaza de los Fundadores en la Cra 70
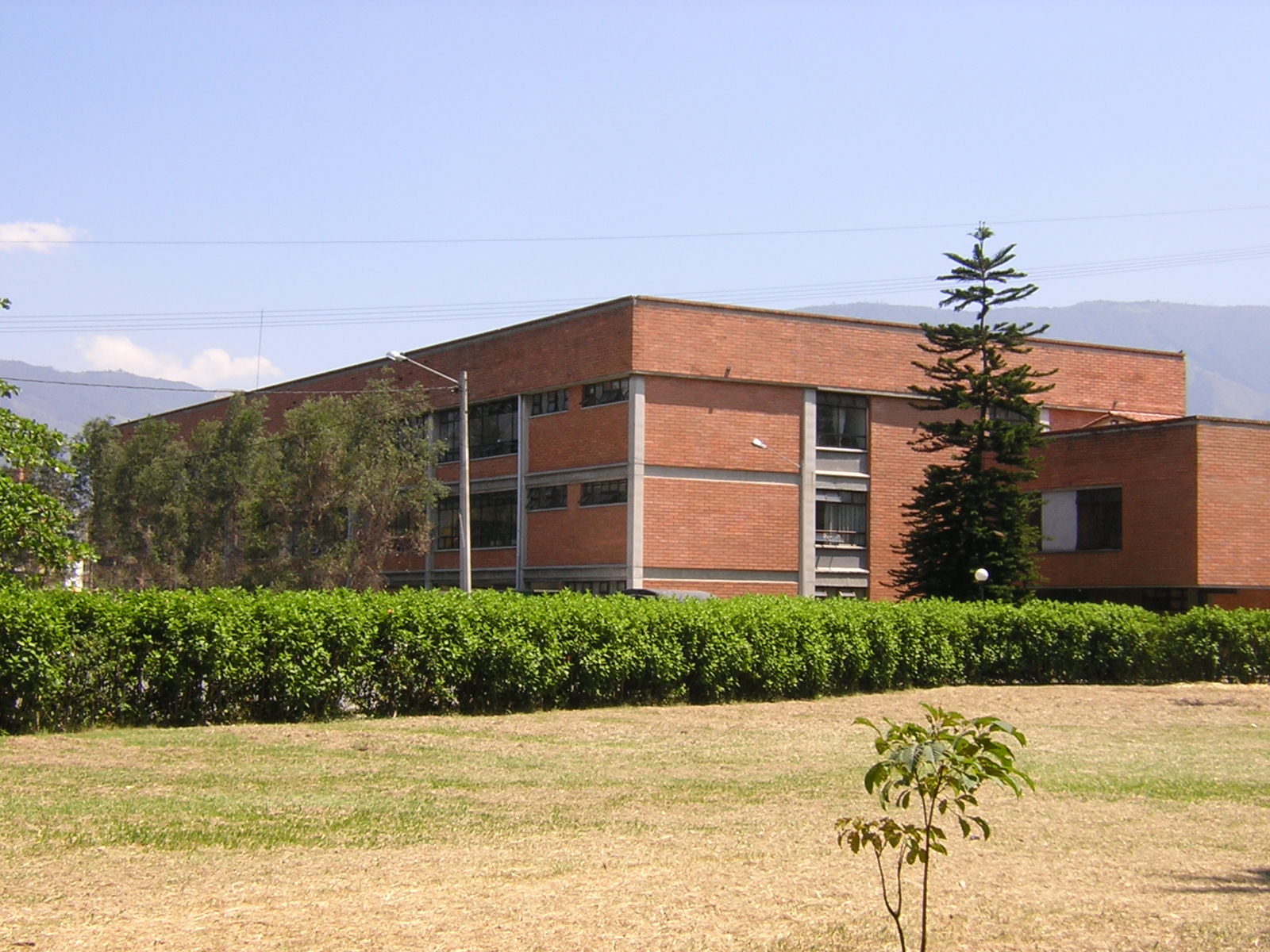
Colegio sección Bachillerato
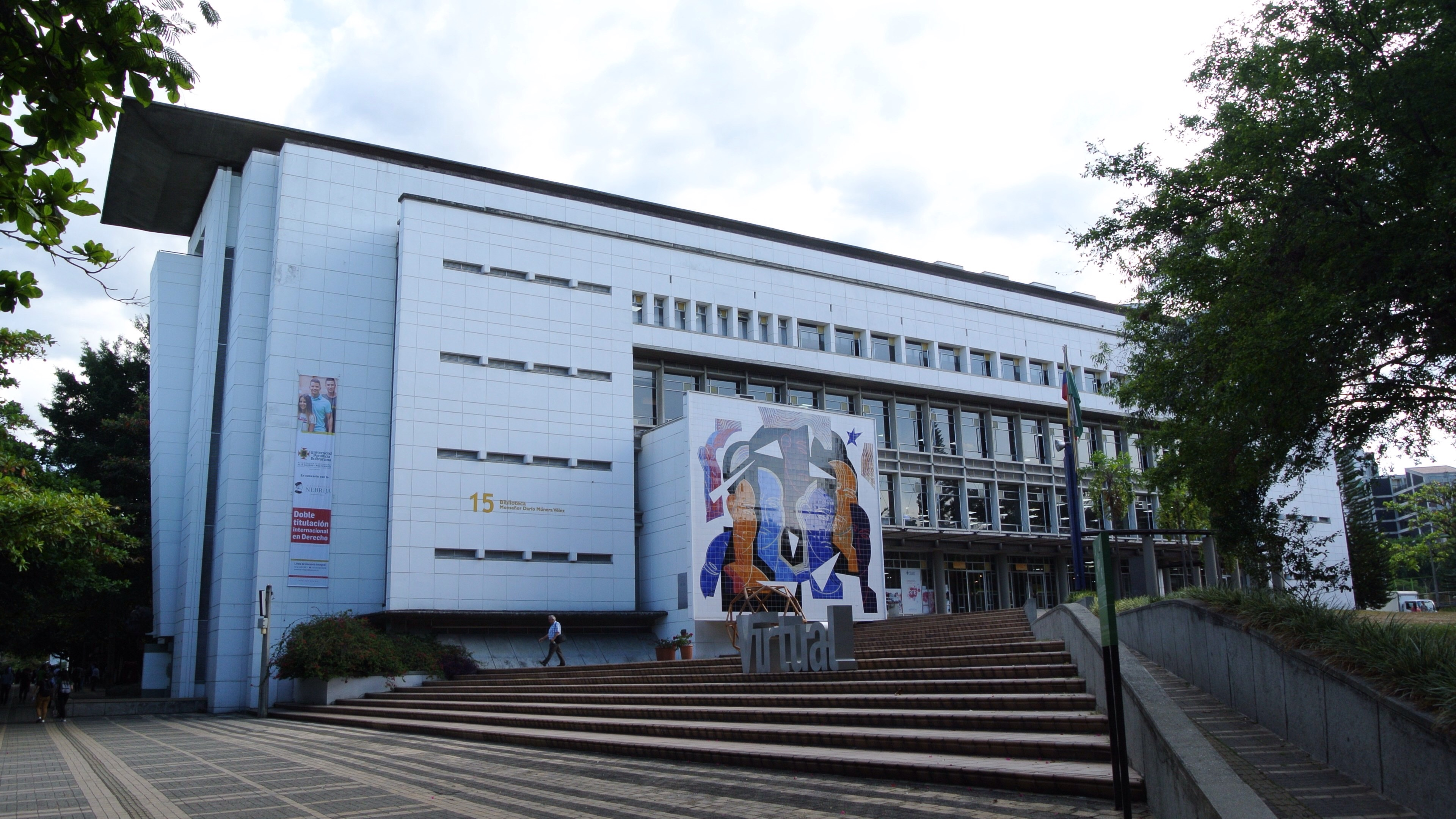
Bloque 15, Biblioteca Central
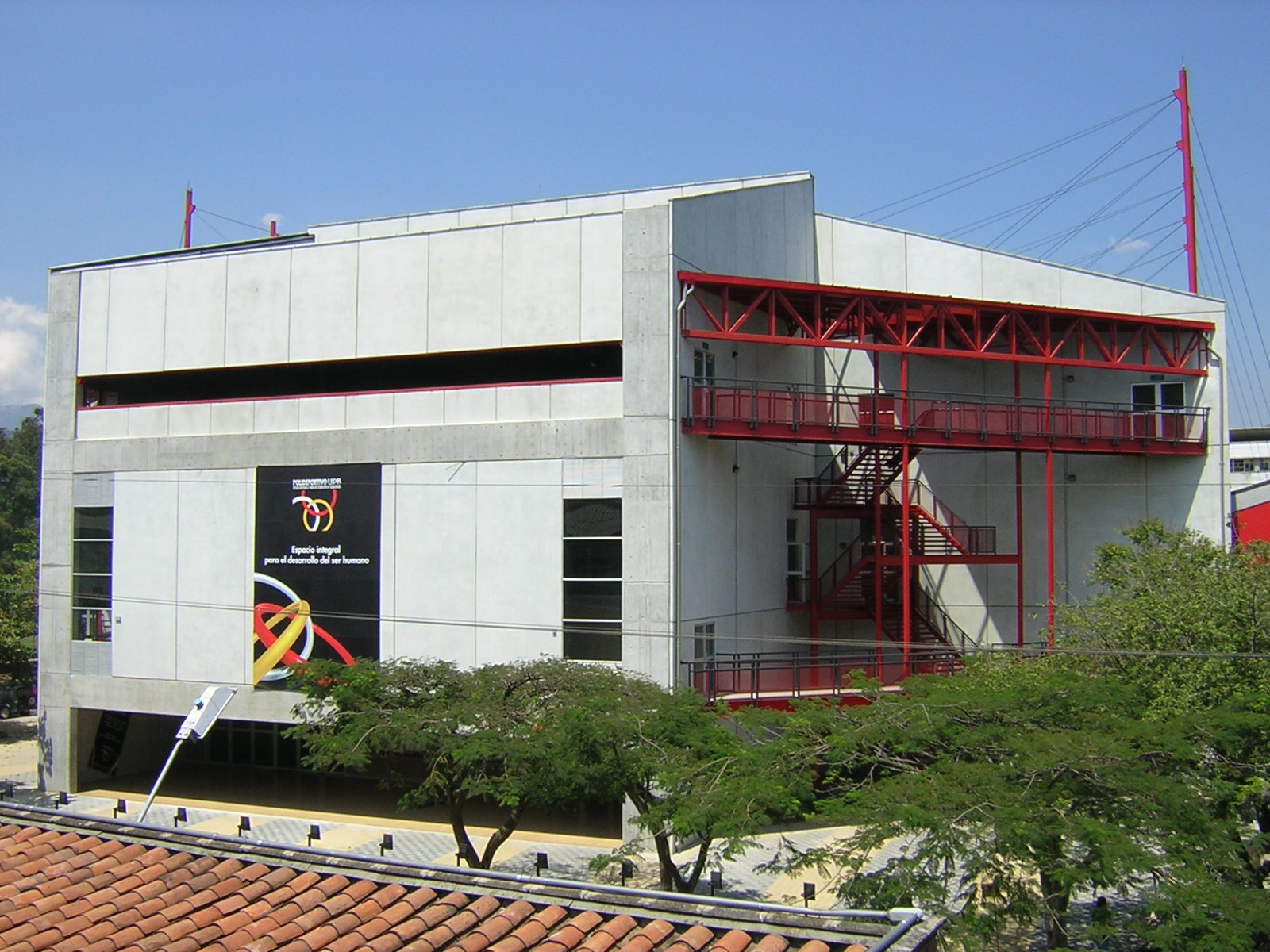
Bloque 17, Polideportivo
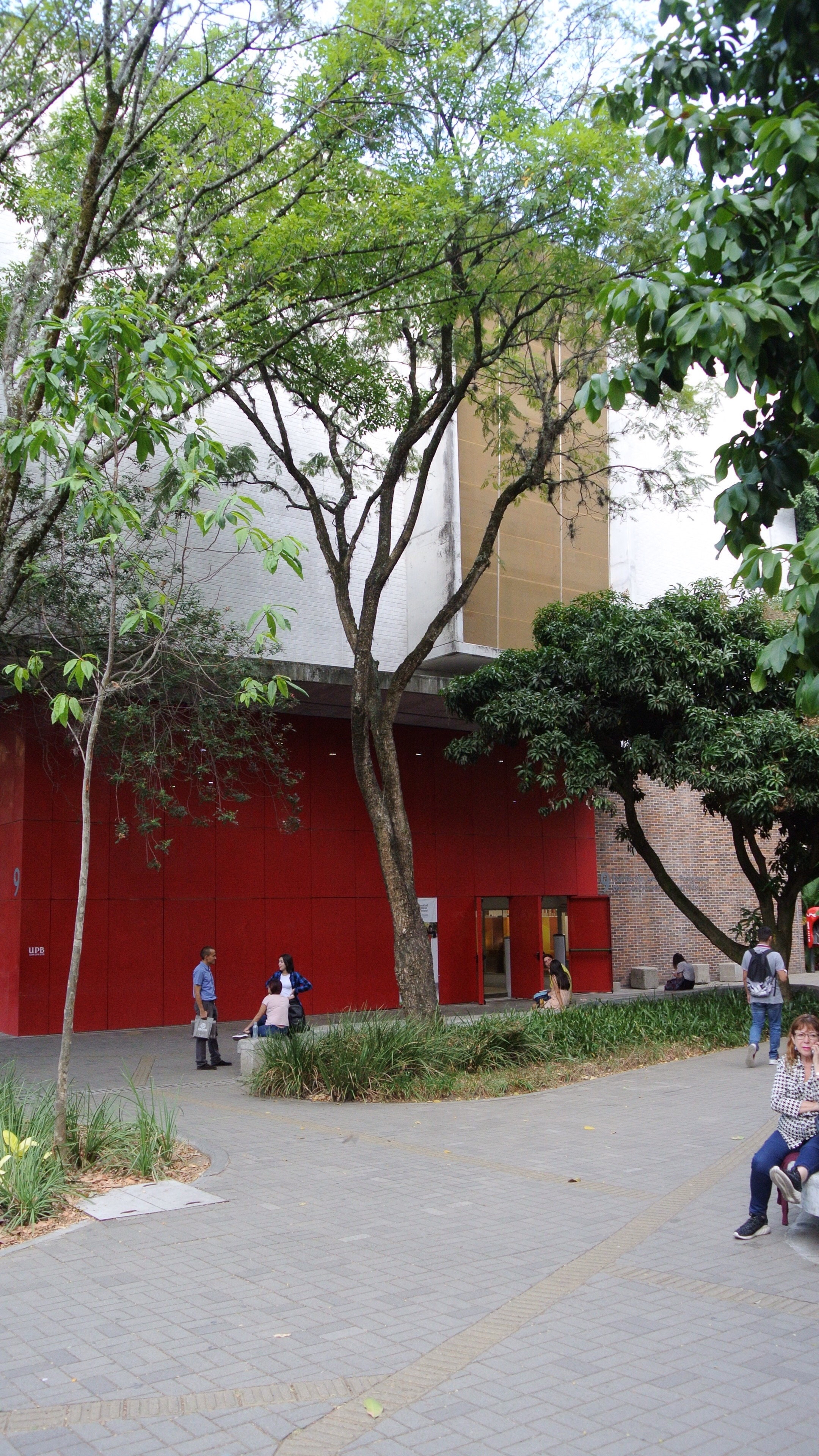
Bloque 9, Posgrados
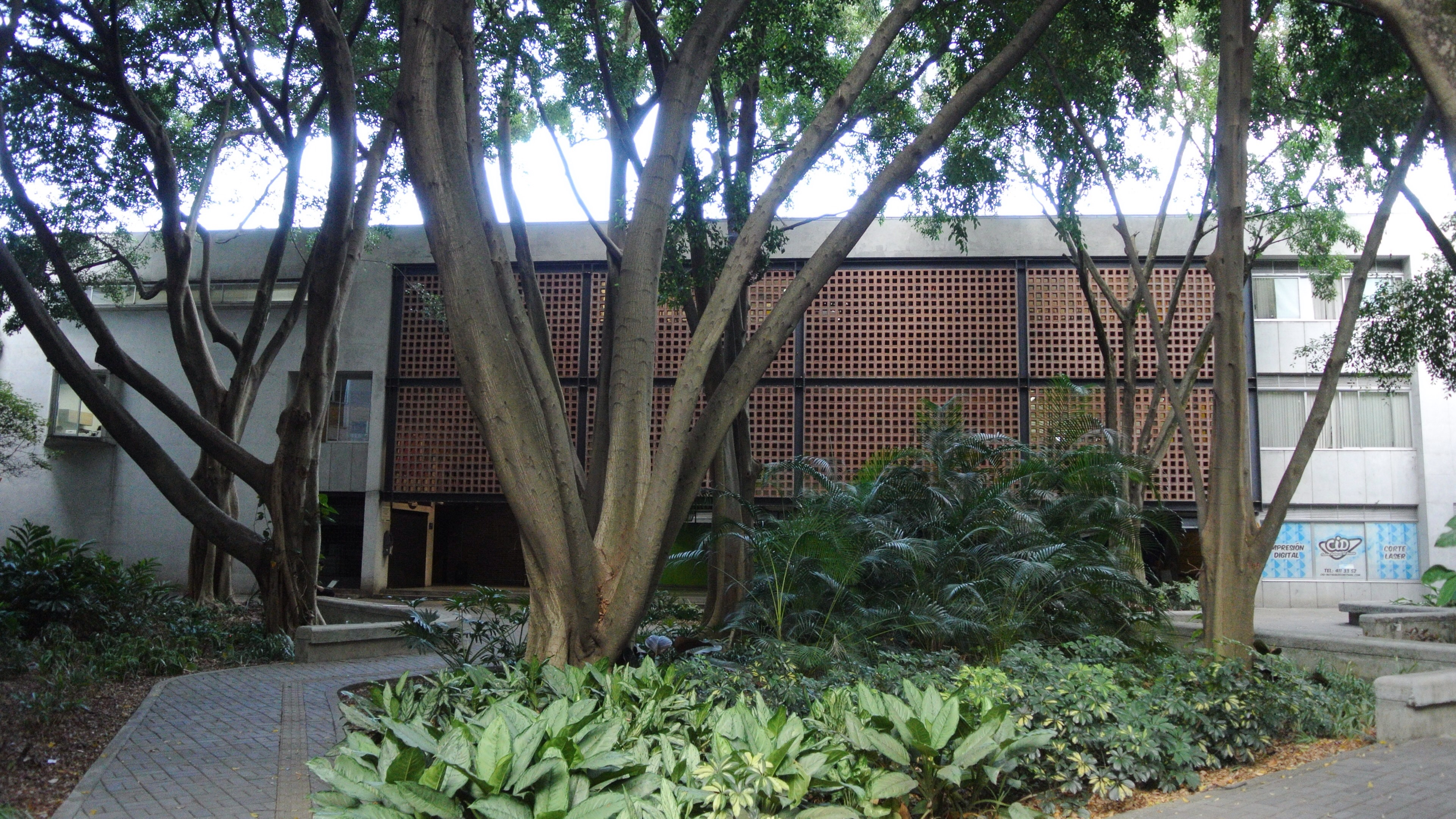
Bloque 10, Escuela de Arquitectura y Diseño
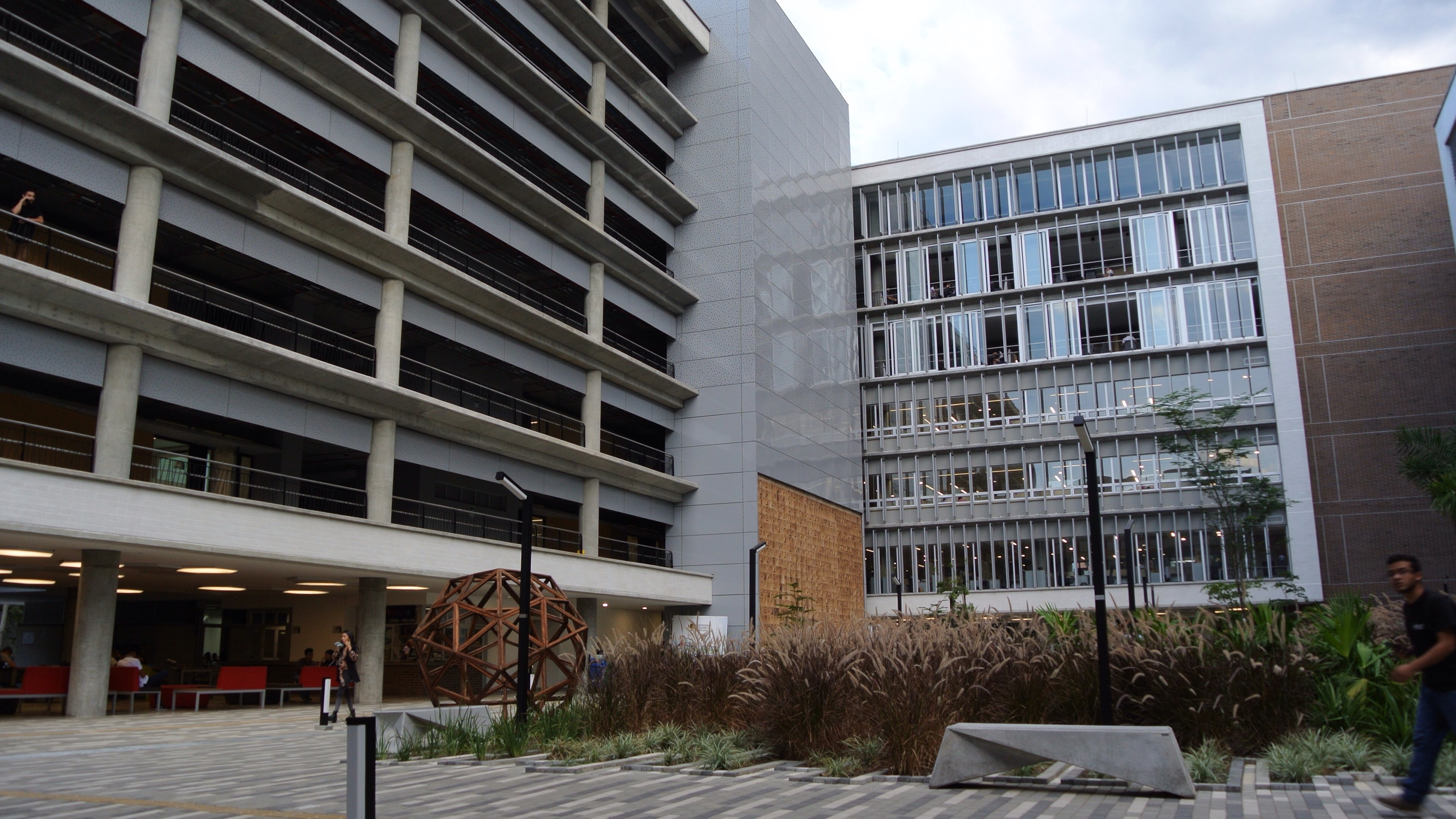
Bloque 11, Escuela de Ingenierías

### Sede El Poblado
Está ubicada en el sector de Patio Bonito. En dicha sede se ofertan programas de formación continua como diplomaturas, semilleros, cursos, conferencias, foros, talleres e idiomas. Funciona también como centro de encuentros empresariales. 

### Seccional Bucaramanga
Inició labores en predios del seminario arquidiocesano de Bucaramanga el 12 de julio de 1991. En 1998 la Universidad inició la construcción de su propia sede en la Autopista a Piedecuesta, a 7 km de Bucaramanga.
Cuenta con 4 684 estudiantes de pregrado y 335 de posgrado. En dicha sede se ofertan 14 pregrados, 17 especializaciones y 4 maestrías.

### Seccional Montería
Fue inaugurada el 15 de mayo de 1995 y está ubicada en el barrio Mocarí, con una extensión de 30 840 m².
Cuenta con 2 184 estudiantes de pregrado y 201 de posgrado. En dicha sede se ofertan 13 pregrados 11 especializaciones.

### Seccional Palmira
Inició labores en 2001. La seccional está ubicada en el kilómetro 1 de la vía Tienda Nueva del municipio de Palmira, en un predio de la diócesis de dicha localidad, y comparte los terrenos con el Seminario Cristo Sacerdote.
Esta seccional cuenta con 305 estudiantes de pregrado y 14 de posgrado. Allí se ofertan 2 programas de pregrado y 3 especializaciones.

### Seccional Bogotá D.C.
Surgió en 2006 como una Unidad de Proyección y Gestión. En septiembre de 2018 abrió su nueva sede en el Edificio Teleskop, en el sector de Chapinero. Allí se ofertan programas de posgrado en Administración, Mercadeo y Publicidad.

## Alianzas
La UPB es miembro de varias asociaciones universitarias nacionales e internacionales. La institución ha suscrito convenios para doble titulación y realización de semestres de intercambio para sus estudiantes con universidades en más de 80 países.
En el ámbito nacional, pertenece a la Asociación Colombiana de Universidades, la Red Universitaria Antioqueña, la Red de Educación Nacional de Tecnología Avanzada y el Sistema Interinstitucional de un Grupo de Universidades Encaminado a la Movilidad Estudiantil.
También sostiene alianzas internacionales con la Federación Internacional de Universidades Católicas, la Asociación Universitaria Iberoamericana de Postgrado y la Red Universitaria Iberoamericana.

## Egresados destacados

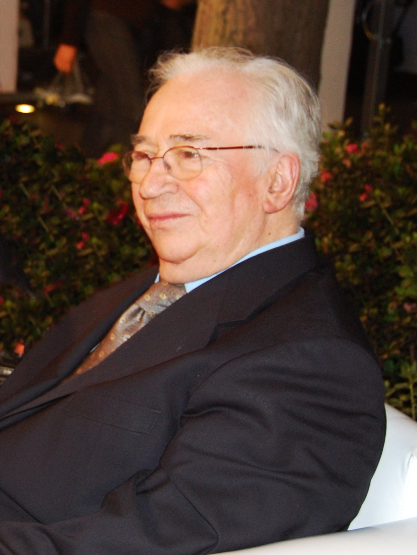
Belisario Betancur, Expresidente de la República (1982-1986).
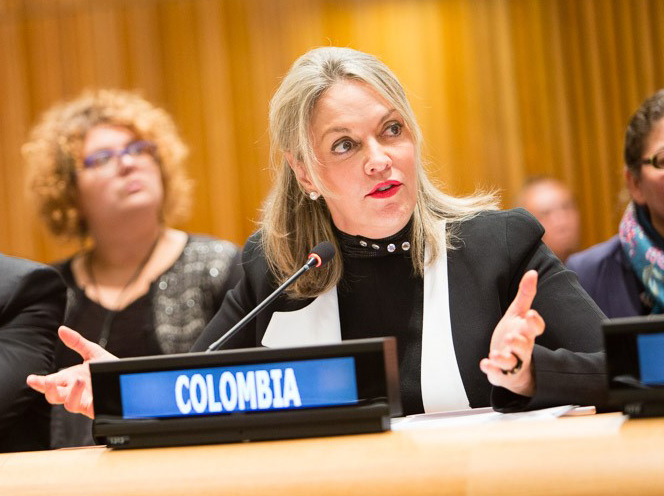
María Emma Mejía, Política, Periodista y exembajadora de Colombia ante la ONU (2014-2018).
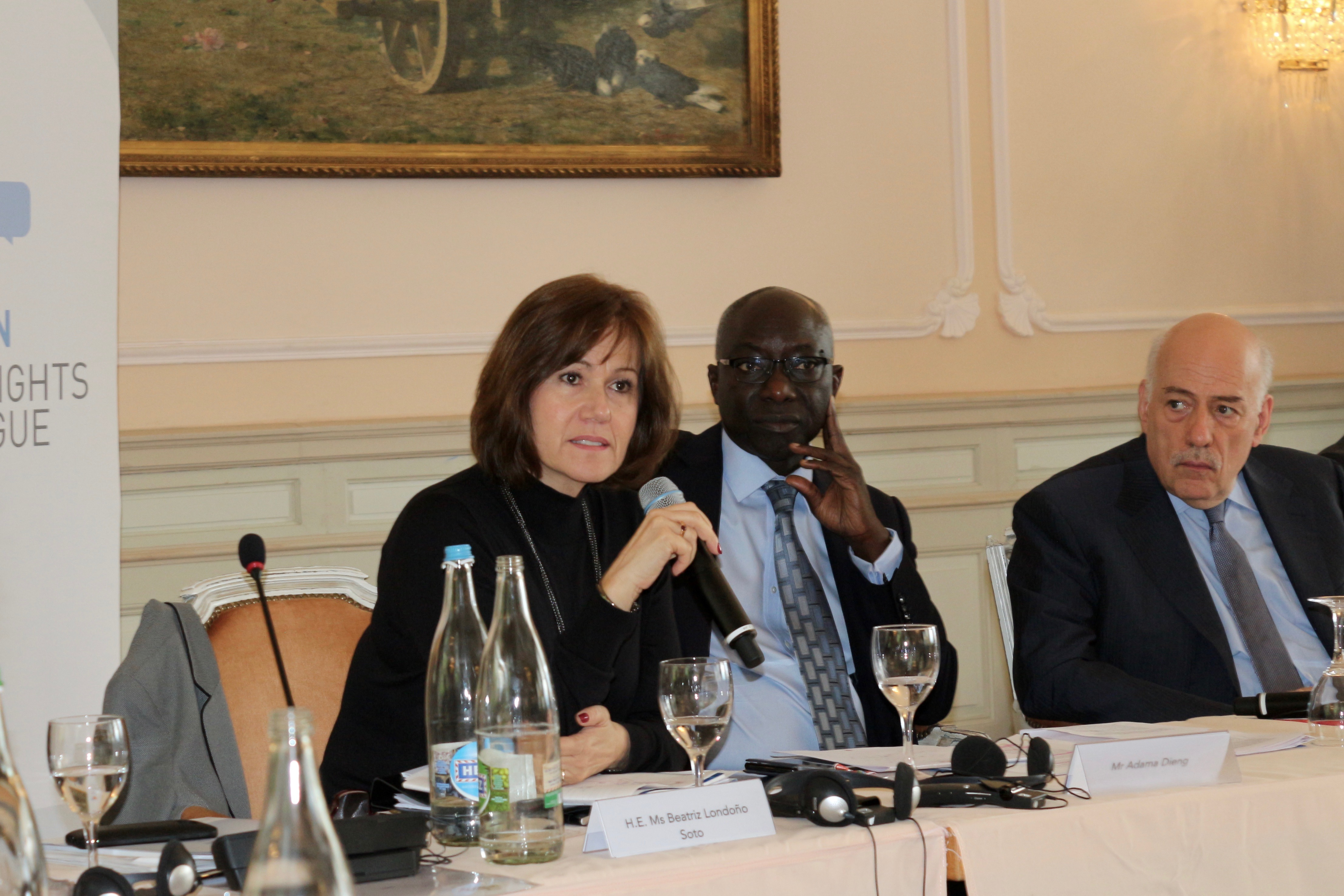
Beatriz Londoño Soto, Médica y exministra de Salud (2012).
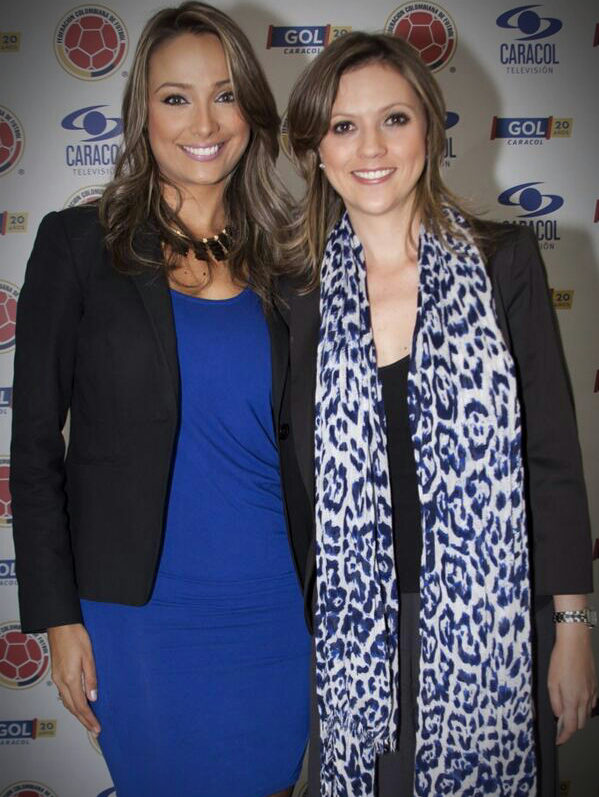
Mónica Jaramillo y Catalina Gómez, Periodistas y presentadoras de televisión.
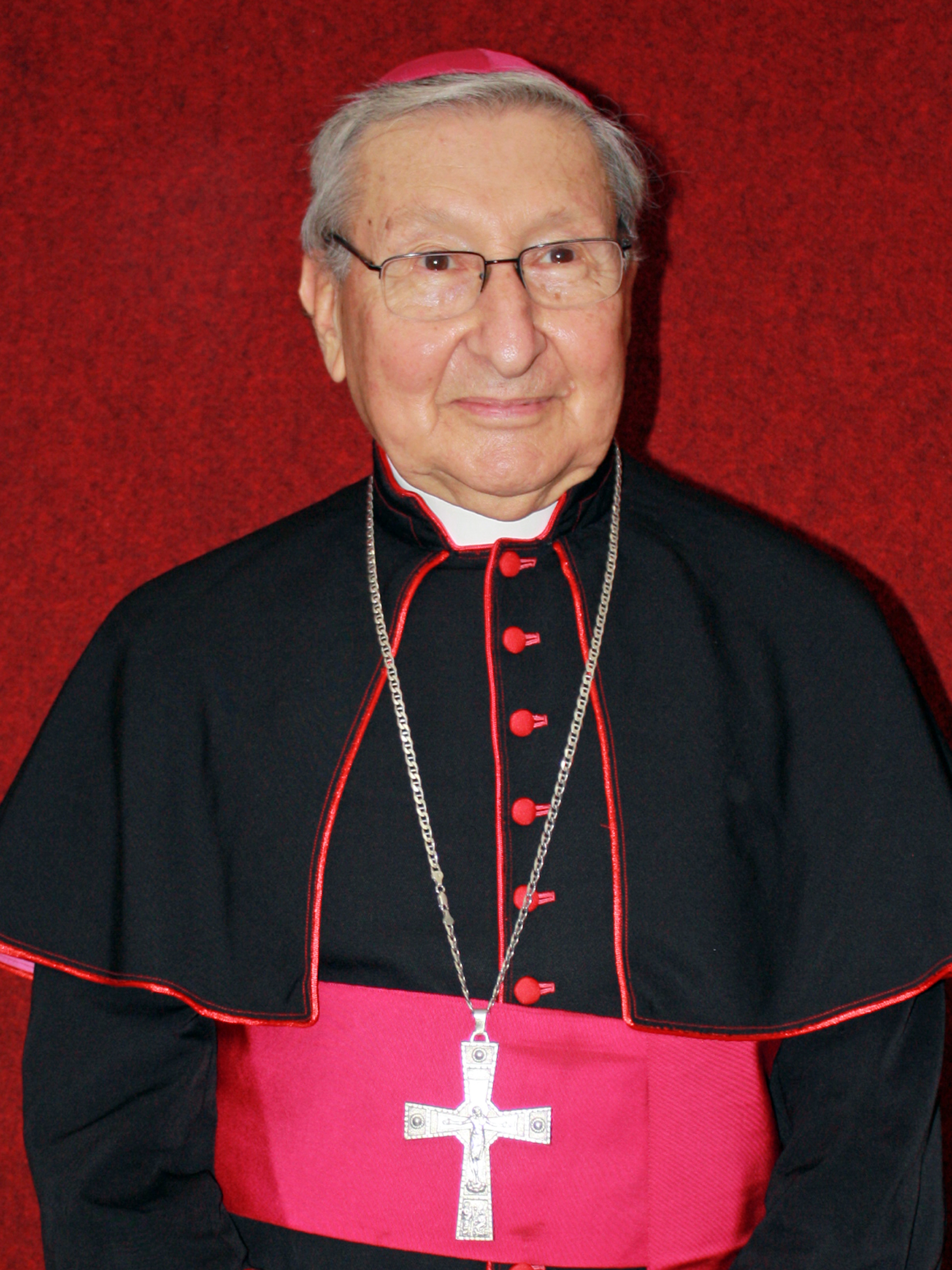
Ugo Puccini, Obispo Emérito de Santa Marta.
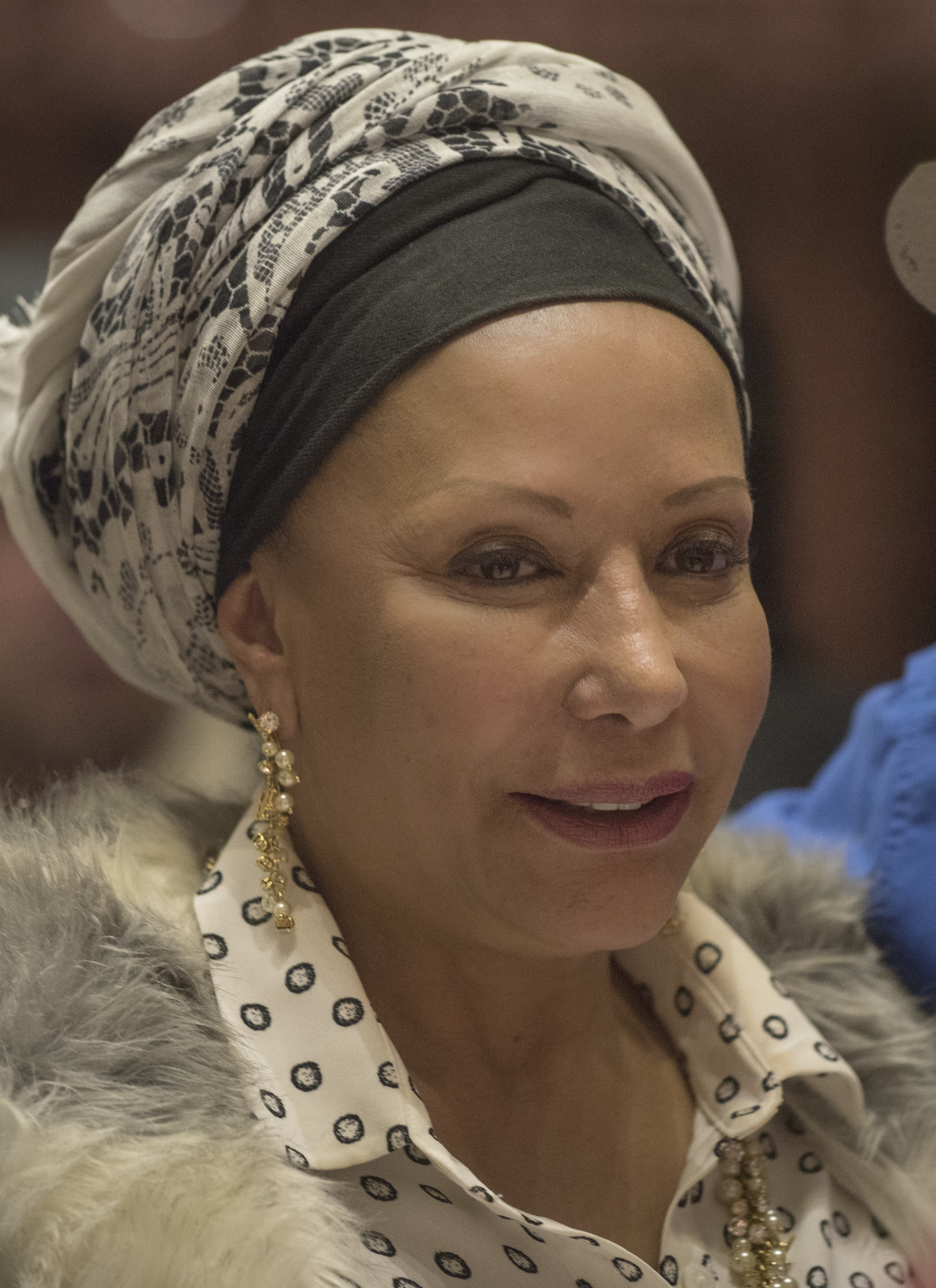
Piedad Córdoba, Abogada y Senadora de la República de Colombia (1994-2010).
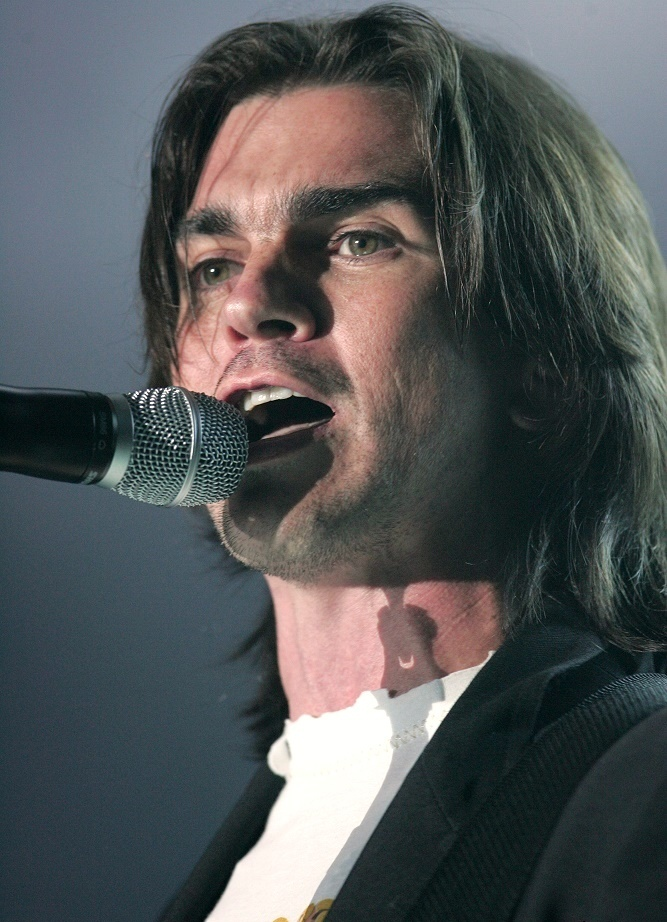
Juanes, Diseñador Industrial y Cantautor.
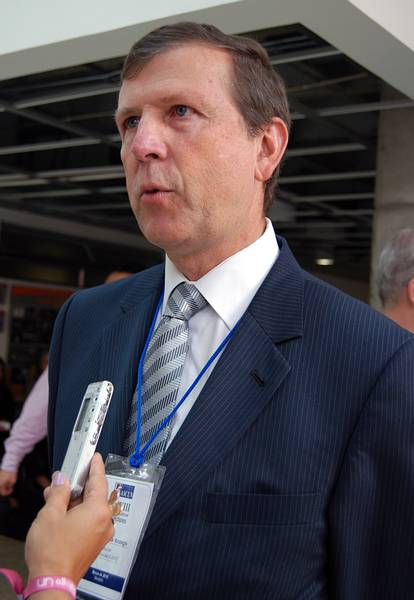
Juan Luis Mejía Arango, Abogado, exministro y rector de la Universidad EAFIT (2004-2020).
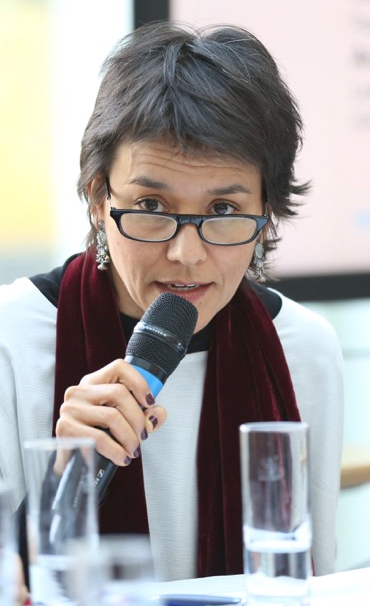
Ana Cristina González Vélez, Médica.
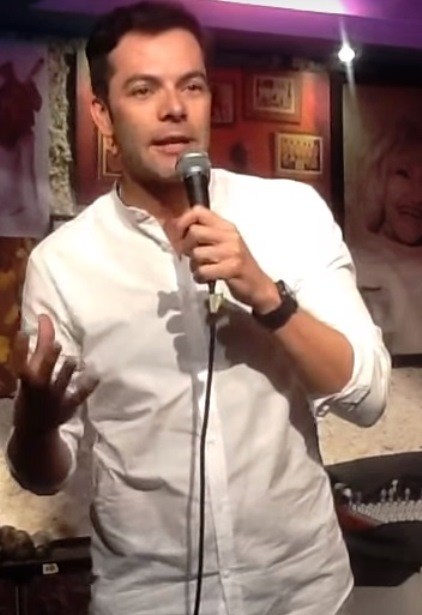
Iván Lalinde, Periodista y presentador de televisión.
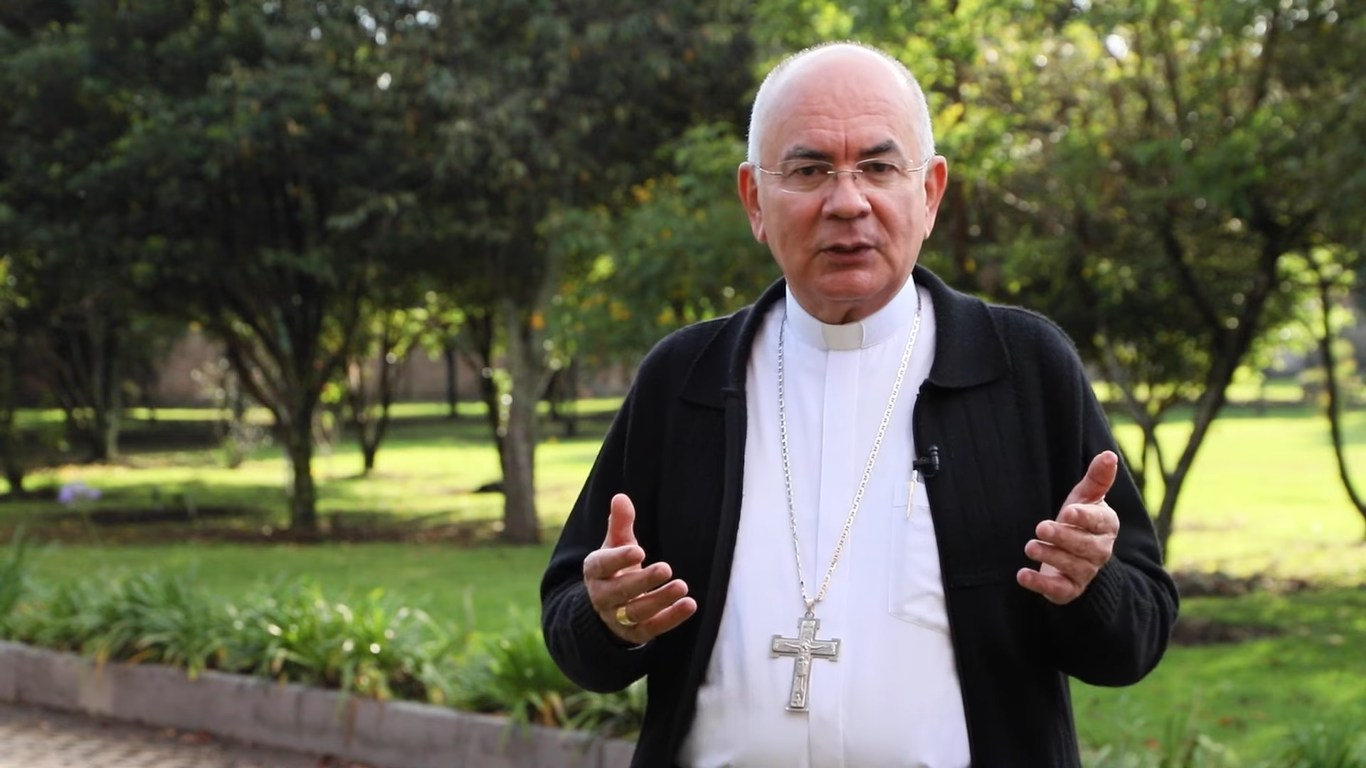
Luis Albeiro Maldonado Monsalve, Obispo de Santa Rosa de Osos.